# Julius Cebulla
Julius Johannes Cebulla (* 30. Juni 1917 in Brinnitz; † 24. März 1999) war ein deutscher SED-Funktionär.

## Leben
Der Sohn eines Arbeiters absolvierte nach dem Besuch der Volksschule eine Lehre zum Tischler und war anschließend in diesem Beruf tätig. Nachdem er 1937 zum Reichsarbeitsdienst (RAD) eingezogen wurde, erfolgte 1938 seine Einberufung zur Wehrmacht, in der er während des gesamten Zweiten Weltkriegs bis 1945 als Soldat diente. In der anschließenden sowjetischen Kriegsgefangenschaft bis 1949 besuchte er eine Antifa-Schule.
Nach seiner Rückkehr nach Deutschland trat er als Wachposten in die Deutsche Volkspolizei (DVP) ein und wurde nach kurzer Zeit zunächst Kommandoleiter und dann zum Hauskommandanten befördert. Noch im gleichen Jahr absolvierte er ein einjähriges Studium an der Höheren Polizeischule in Dessau-Kochstedt. Danach war er zwischen 1950 und 1953 Referatsleiter und Instrukteur in der Hauptverwaltung der DVP und wurde nach seinem Eintritt in die SED 1951 zum Hauptmann befördert.
1953 wechselte er zunächst als Instrukteur in die Abteilung Verkehr des ZK der SED und wurde dort bereits am 15. Juli 1954 zum Stellvertretenden Leiter dieser Abteilung ernannt. Nach einem Studium an der Parteihochschule Karl Marx von 1956 bis 1959, das er als Diplom-Gesellschaftswissenschaftler abschloss, war er zwischen 1959 und 1985 wieder Stellvertretender Leiter der ZK-Abteilung für Verkehr. Während dieser Zeit war er auch außerplanmäßiger Aspirant an der Humboldt-Universität zu Berlin, an der er 1971 zum Dr. rer. pol. promoviert wurde.
Cebulla war von 1985 bis 1989 selbst Leiter der Abteilung Verkehr des ZK der SED und damit Nachfolger von Josef Steidl. Die Abteilung Verkehr war verantwortlich für die finanzielle Unterstützung (Bereitstellung materieller Mittel, insbesondere für die Arbeit der DKP und SEW) und die Betreuung der kommunistischen und sozialistischen Parteien westlicher Länder durch Organisation der Delegations- und Urlaubsaufenthalte, der medizinischen Betreuung, Schulungen, Beratungen und Konsultationen mit Fachabteilungen im ZK sowie für die Aufrechterhaltung einer ständigen Verbindung zwischen den Parteivorständen der KPD/DKP und der SEW zum ZK der SED durch einen eigenen Kurierdienst. In dieser Funktion arbeitete er eng mit dem Bereich Kommerzielle Koordinierung unter Alexander Schalck-Golodkowski zusammen. Dabei war Cebulla für den Personalbereich und Schalck-Golodkowski für die wirtschaftlichen Angelegenheiten zuständig. 1989 folgte ihm der bisherige Leiter der ZK-Abteilung für Internationale Politik und Wirtschaft, Gunter Rettner, auf dieser Position.
1987 erhielt er die Ehrenspange zum Vaterländischen Verdienstorden in Gold.